# دست شیطان (فیلم ۲۰۱۴)
دست شیطان (انگلیسی: The Devil's Hand) فیلمی در ژانر ترسناک است که در سال ۲۰۱۴ منتشر شد. از بازیگران آن می‌توان به روفوس سیول اشاره کرد.